# Astragalus sigmoideus
Astragalus sigmoideus är en ärtväxtart som beskrevs av Aleksandr Andrejevitj Bunge. Astragalus sigmoideus ingår i släktet vedlar, och familjen ärtväxter. Inga underarter finns listade i Catalogue of Life.